# Maria Joaquina Cavalcanti Reikdal
Maria Joaquina Cavalcanti Reikdal (Curitiba, 29 de março de 2008) é uma patinadora artística brasileira. Ela é a campeã mundial inline júnior de 2023, vice campeã mundial inline júnior de 2021, campeã dos Jogos Sul-Americanos dos Esportes sobre Rodas de 2023 na categoria artística inline júnior, tetracampeã brasileira no gelo júnior (2021-2024) e campeã advanced novice (2019), além de tricampeã brasileira inline júnior (2021, 2022, 2023) e campeã espoire (2020).

## Vida pessoal
Maria Joaquina foi adotada juntamente de seus dois irmãos, Talhia e Carlos Eduardo, pelo casal Cleber Reikdal e Gustavo Uchoa Cavalcanti em 4 de Dezembro de 2016. Antes mesmo de ter a guarda transferida para o abrigo municipal de menores, Maria sentia disforia de gênero. Alguns meses após a adoção, ela se percebeu como uma menina transgênero, e passou a fazer acompanhamento com a equipe multidisciplinar do Ambulatório Transdisciplinar de Identidade de Gênero e Orientação Sexual (AMTIGOS) do Hospital das Clínicas de São Paulo.
Sua trajetória começou a ser conhecida através da repercussão em rede nacional de um episódio de discriminação sofrido em 2019 nos campeonatos nacional e sul-americano de patinação artística, e Maria passou a ser considerada, por muitos, como um símbolo de luta contra o preconceito, chegando a ser convidada a fazer videoclipe para a cantora Pabllo Vittar.
Em 2020, a jovem obteve a retificação de seus documentos, processo iniciado ainda em 2018, satisfazendo um requisito das confederações de patinação sobre rodas para que pudesse competir na categoria feminina.

## Carreira

### 2019
Maria iniciou no esporte aos oito anos de idade, por influência dos pais, ambos treinadores de patinação artística. A atleta mostrou uma rápida evolução e, em 2019, aos onze anos, conquistou o segundo lugar no Campeonato Brasileiro de Patinação Artística sobre Rodas de 2019, na categoria Mini Infantil Livre Feminino. Contudo, ela não foi convocada para o Campeonato Sul-americano, sob a alegação de que seus documentos não tinham sido retificados, ou seja,  não estavam adequados ao nome e ao gênero pelo qual ela competia. Apesar de no Brasil, ser possível fazer a alteração documental para maiores de 18 anos, no caso de menores, isso é possível somente através de processo judicial. Sua família precisou então recorrer à Justiça para que a atleta pudesse obter a autorização para competir por meio de uma liminar, o que foi conquistado, porém a atleta não teve direito a agasalho oficial da equipe brasileira, não pôde fazer o reconhecimento da pista, nem entrou na foto oficial da competição. Os técnicos e dirigentes presentes, da Federação de Patinagem do Paraná, também votaram para proibir Maria de usar o banheiro no evento, qual banheiro fosse, embora a federação negue a versão. Ela ficou em 13º lugar na competição após sofrer quatro quedas durante sua apresentação.
Mesmo após o episódio, a jovem quis continuar a tentar competir no esporte, porém, por indicação do pai e treinador Gustavo Cavalcanti, decidiu focar na modalidade de gelo, treinando também no patins inline artístico quando não tivesse acesso à pista, com foco nas Olímpiadas de Inverno de 2026. A jovem participou então do Campeonato Brasileiro de Patinação Artística no Gelo de 2019, conquistando o ouro na categoria advanced novice (10 a 15 anos) com a pontuação de 50,70, resultado que inclusive a garantiria o ouro na categoria superior, júnior (13 a 18 anos), muito embora a patinadora ainda não tivesse idade o suficiente para competir nela.

### 2021
Em 2021, Reikdal foi filiada à Federação Gaúcha de Patinagem para competir nacionalmente na patinação artística sobre rodas, pelo clube gaúcho Arte e Movimento. Nessa temporada, Maria completou 13 anos e pôde então, avançar para a categoria júnior. Competindo na modalidade inline artístico, a jovem foi campeã tanto do campeonato nacional de 2020, adiado para o ano seguinte por conta da pandemia de Covid-19, como da edição de 2021, o que lhe rendeu uma convocação para disputar o mundial em sua categoria, sendo Reikdal a mais nova dentre todos os patinadores componentes da equipe nacional.
No Campeonato Mundial de Patinação Artística, que ocorreu na cidade de Assunção, Paraguai, Maria venceu o programa curto com uma pontuação de 42,78 pontos, sendo a única no segmento a completar, com sucesso, dois saltos double Axel, e sendo ainda a única a aterrissar ao menos um double Axel sem queda. No programa longo, a atleta obteve um escore de 60,21 pontos, ficando em segundo lugar no segmento,  em um programa contendo uma tentativa de execução de um triplo Salchow (que além de queda, foi julgado como faltando até meia rotação para ser ratificado) e dois double Axels, um completo e um com queda. Esse resultado, totalizando 102,99 pontos, a levou a se consagrar vice-campeã, atrás apenas da italiana Sofia Paronetto, conquistando a melhor colocação da equipe brasileira nesse ano e ainda a melhor colocação do Brasil para uma atleta do gênero feminino para o inline em todas as edições. Ela é a primeira curitibana a se tornar medalhista em um Campeonato Mundial de Patinação, feito que a qualificou para uma medalha do mérito esportivo da cidade de Curitiba. A conquista internacional a rendeu um convite para se apresentar no show de patinação artística Zbura, do campeão pan-americano Marcel Stümer, em Porto Alegre.
Em dezembro de 2021, Maria Reikdal conquistou o título júnior do Campeonato Brasileiro de Patinação Artística no Gelo após ficar em primeiro lugar no programa curto e em segundo no programa livre. A atleta completou três saltos triplo Salchow na competição (dois com penalidade underrotated), além de dois duplos Axels (ambos também julgados under), porém teve duas quedas no programa livre, em um spin e durante sua sequência de passos,o que lhe rendeu um total de 77,99 pontos no somatório. Maria foi a primeira patinadora júnior a aterrissar ao menos um triplo de qualquer tipo na competição nacional com sucesso (Triplo Salchow no programa livre).

### 2022
No mês de março de 2022, a patinadora iniciou sua temporada com mais uma vitória no Campeonato Brasileiro na patinação artística sobre rodas, conquistando o título com um total de 100,22 pontos, sendo 39,68 do programa curto e 60,54 do programa longo. A classificação lhe rendeu uma convocação para os Jogos Sul-Americanos dos Esportes Sobre Rodas, porém a atleta abriu mão da competição por ter sido aprovada para um campo de treinamento no rinque IceLab em Bérgamo, Itália, um dos Centros de Excelência ISU, durante o mês de maio, com o objetivo de aprimorar a sua técnica visando a competir no circuito júnior do Grand Prix na temporada 2022-23.
Em julho de 2022, no Campeonato Brasileiro da CBDG, realizado concomitantemente com o Open Interclubes América Latina, Maria conquistou o ouro em ambas as competições no nível júnior ao totalizar 83,70 pontos, sendo 29,99 no programa curto e 53,71 no programa longo, uma diferença de mais de trinta pontos para a segunda colocada, a argentina Luciana Nogueras, que obteve 52,66 pontos no total. Reikdal completou com sucesso três double Axels na competição, sendo a primeira patinadora júnior  na competição nacional a aterrissar ao menos um duplo Axel com sucesso e a aterrissar um ao menos um duplo Axel em combinação ratificada, porém um 2A isolado foi invalidado por repetição no programa curto, e duas deduções foram geradas por duas quedas (2A, 2F+1Eu+3S<<) no programa livre. Com o resultado, a atleta foi qualificada para representar o Brasil no Circuito Grand Prix Júnior nas etapas da Letônia e da Itália.
Em setembro de 2022, Maria se tornou a primeira brasileira nascida no Brasil a representar o país na categoria individual feminina júnior (Simone Pastusiak foi a primeira na categoria individual feminina, e Luiz Manella o primeiro no nível júnior) em uma competição sancionada pela ISU, bem como a primeira patinadora transgênero a competir internacionalmente na patinação artística no gelo na categoria júnior, após sua participação na etapa da Letônia do Grand Prix Júnior, na qual terminou em 33º lugar após conquistar um total de 79,45 pontos no somatório. No mês seguinte, Maria voltou à Itália para participar da etapa de Egna-Neukmart do circuito, na qual terminou em 39º lugar após conquistar um novo recorde pessoal internacional de 83,62 pontos no somatório. No programa curto, a atleta teve erros graves nos seus saltos, não completando o combo obrigatório e com uma queda no salto solo, o que a deixou na 41ª posição no segmento, com uma pontuação de 23,55. Contudo, na disputa do programa livre, Reikdal completou todos os seus saltos sem queda, obtendo crédito positivo pela execução dos Axels duplos, porém com penalidade de rotação incompleta nos Salchows triplos, alcançando um recorde pessoal de 60,07 pontos no segmento, o que a deixou na 36ª colocação para essa parte da competição, à frente de outras oito patinadoras. 
Durante a estadia na Itália, a atleta alegou ter sofrido assédio moral e transfobia por parte da dirigente da Confederação Brasileira de Desportos no Gelo sob cujos cuidados permaneceu, o que a desmotivou de continuar nos treinos de gelo. Ainda sem poder treinar nas rodas pelo resto do ano por conta de contrato de exclusividade, Maria declarou se sentir desencorajada.

### 2023
A jovem pôde voltar aos treinos da patinação sobre rodas apenas em janeiro de 2023, quando voltou a coreografar seus programas na modalidade inline a poucas semanas do Campeonato Brasileiro, fora de forma devido ao período em que foi impedida de realizar o cross-training.
Em fevereiro de 2023, a atleta voltou a competir na modalidade de rodas, no Campeonato Brasileiro de Patinação Artística 2023, sediado em Brasília. No programa curto, a atleta executou um programa com layout de 2F, 2A+2T (queda) e 2A (queda), teve sua sequência de footwork considerada inválida pela falta de início e fim claros e ainda recebeu uma penalidade por utilizar música com "letra inapropriada ou contendo expletivos em qualquer idioma", como previsto pelo regulamento corrente da World Skate, o que a levou a um total de 29,04 pontos no segmento. No programa longo, Maria conquistou 57,94 pontos, com destaques para a pontuação positiva de execução para todos os corrupios, apesar de uma queda em seu 2Lo e na sua sequência de passos. A patinadora atingiu um total de 86,98 pontos na competição, conquistando o tricampeonato brasileiro na modalidade, o que a trouxe mais uma convocação para os Jogos Sul-Americanos de Esportes Sobre Rodas.
Em abril de 2023, Maria conquistou seu primeiro título sul-americano na patinação artística ao totalizar 120 pontos na disputa da patinação artística inline júnior dos Jogos Sul-americanos de Esportes Sobre Rodas, com mais de cinquenta pontos de vantagem sobre a vice-campeã Abril Ortega, da Argentina. Com dois novos programas, a atleta estabeleceu um novo recorde pessoal tanto no programa curto (46,97), quanto no programa longo (73,03), quanto na pontuação total. Os elementos destaque para a competição foram o corrupio level 5 e os double axels executados em combinação com double toe com nota de execução positiva. 
Em julho de 2023, a atleta alcançou mais um título brasileiro júnior no campeonato nacional da CBDG com sua maior pontuação total até então, de 88,90 pontos.  Maria obteve  25,16 pontos no programa curto, executado com erros como pop no Axel e falta de combo. No segmento seguinte, a atleta se recuperou e pontuou 65,74 pontos no programa livre,  no qual executou pela primeira vez um triplo toe em competição, bem como uma combinação de salto triplo toe com duplo, além de um giro do tipo Change Foot Combination Spin Level 4. A patinadora foi convocada para representar o Brasil nas etapas de Linz e Osaka do Junior Grand Prix de 2023. Maria abriu mão da vaga na etapa japonesa do circuito JGP para poder participar do Campeonato Mundial de Patinação Artística de 2023, encerrando a sua participação na etapa Cup of Austria com um novo recorde pessoal internacional no programa curto de 27,76 pontos, e uma classificação na 31ª posição. 
Em setembro de 2023, Maria sagrou-se campeã mundial na categoria inline júnior no Campeonato Mundial de Patinação Artística de 2023 da World Skate em Ibagué, na Colômbia. A atleta conquistou o feito após alcançar um total de 106,66 pontos no somatório dos programas, sendo 37,12 no curto, segmento no qual se classificou na segunda posição e 69,54 no livre, com o qual garantiu a vitória, totalizando 10,72 pontos de vantagem sobre a vice-campeã, a argentina Giulia Scamarda. Em entrevista ao canal televisivo colombiano Vip, a jovem agradeceu à torcida e declarou que, para ela, o ouro no Mundial não significava apenas o primeiro lugar, mas era também consequência de muito treino e do apoio constante de sua família, amigos e de todos que a acompanharam durante seu percurso. Para a CNN Brasil, a patinadora confirmou planos para treinar nos Estados Unidos por um mês, tempo após o qual ela, juntamente aos seus técnicos, decidirão em que modalidade focar, ou mesmo se Reikdal continuará a disputar competição de patinação alguma, pois, segundo ela, “Não é fácil lidar com preconceito no esporte, porque muitas pessoas não aceitam pessoas trans e me julgam, dizendo que não vou conseguir. Isso ainda me abala às vezes. Mesmo que agora esteja bem melhor, ainda existe esse preconceito muito grande”.

## Programas
| Temporada | Programa curto (SP) | Programa livre (FS) | Exibição de gala (EX) |
| --------- | --- | --- | --- |
| 2024-2025 | - What Was I Made For? (de Barbie) de Billie Eilish por Lauren Babic                                                                                                  | - I Dreamed a Dream (de Les Miserables) de Claude-Michel Schönberg por Anne Hathaway | Fada Vermelha - Fantasmic! (de Fantasmic!) de Bruce Healey, Barnette Ricci - Live the Magic (de Enchantment) de Julien Sevrin por Julien Sevrin e Prudence D'leteren |
| 2023-2024 | - The Puss Suite (de Puss in Boots) de Henry Jackman coreografado por Luca Demattè - You're the One That I Want de John Farrar por Lo-Fang - A Queda de Gloria Groove | Queen Orchestral Medley - Flash's Theme - You're My Best Friend - Bohemian Rhapsody - Crazy Little Thing Called Love - We Are The Champions de Brian May, John Deacon e Freddie Mercury por Louis Clark, The Royal Philharmonic Orchestra e The Royal Choral Society - L'Amore Sei Tu de Dolly Parton e Nick Patrick por Katherine Jenkins, The Prague Symphonia e Anthony Ingliss - Eleanor Rigby (Slowed + Reverb) de John Lennon e Paul McCartney por Cody Fry e The Lonely People Orchestra | |
| 2022-2023 | - The Puss Suite (de Puss in Boots) de Henry Jackman coreografado por Luca Demattè - Parte do Seu Mundo (de A Pequena Sereia) de Alan Menken por Kiara Sasso          | Rio - Mamooth (de Ice Age: The Meltdown) - Morning Routine (de Rio) - Great Momma Bird (de Rio) - Flying (de Rio) de John Powell - Market Forro (de Rio) de Carlinhos Brown e Mikael Mutti coreografado por Luca Demattè - Libertango de Astor Piazzolla por Bond - Libertango de Astor Piazzolla por Octeto Erica di Salvo - Tango de Los Exilados por Vanessa-Mae - Mi Buenos Aires Querido por Carlos Garcia - Victory por Bond - La Cumparsita de Gerardo Matos Rodríguez                   | - Parte do Seu Mundo (de A Pequena Sereia) de Alan Menken por Kiara Sasso                                                                                            |
| 2021–2022 | - Never Enough (de The Greatest Showman) por Boyce Avenue | - Caruso por Katherine Jenkins - Caruso por Lara Fabian - Nessun Dorma (de Turandot) de Giacomo Puccini por Katherine Jenkins | - Caruso por Katherine Jenkins - Caruso por Lara Fabian - Nessun Dorma (de Turandot) de Giacomo Puccini por Katherine Jenkins - Colors Of The Wind por Tori Kelly    |
| 2019–2020 | - A Whole New World (de Aladdin) por Lea Salonga e Brad Kane - Finale Ultimo (de Alladin) por Aladdin's Original Broadway Cast                                        | - I Am What I Am (2014 Club Version) por Gloria Gaynor | - Rajadão de Pabllo Vittar - I'm Still Standing (de Rocketman) de Elton John por Taron Egerton                                                                       |
| 2018-2019 | | - I Will Follow Him (de Sister Act) por Ana Rucner e The Choir of Mercy Sisters from St. Vinko Paulski | |
| 2017-2018 | | - My Way por Frank Sinatra | |

## Principais resultados

### Patinação artística no gelo
| Evento/Temporada                                                    | 19–20                   | 20–21                   | 21–22                   | 22-23                   | 23-24                   | 24-25                   |
| Internacionais - Júnior                                             | Internacionais - Júnior | Internacionais - Júnior | Internacionais - Júnior | Internacionais - Júnior | Internacionais - Júnior | Internacionais - Júnior |
| ------------------------------------------------------------------- | ----------------------- | ----------------------- | ----------------------- | ----------------------- | ----------------------- | ----------------------- |
| JGP Cup of Austria                                                  |                         |                         |                         |                         | 31ª                     |                         |
| JGP Osaka                                                           |                         |                         |                         |                         | WD                      |                         |
| JGP Egna-Neumarkt                                                   |                         |                         |                         | 39ª                     |                         |                         |
| JGP Riga Cup                                                        |                         |                         |                         | 33ª                     |                         |                         |
| Open Sul-Americano                                                  |                         |                         |                         |                         | 1                       | 1                       |
| Open América Latina                                                 |                         |                         |                         | 1                       |                         |                         |
| Nacionais                                                           |                         |                         |                         |                         |                         |                         |
| Campeonato Brasileiro                                               | N                       | C                       | J                       | J                       | J                       | J                       |
| Campeonato Paranaense                                               |                         |                         | J                       | J                       |                         |                         |
| TBD = A definir; WD = Abandonou; C = Cancelado; N= Novice;J= Júnior |                         |                         |                         |                         |                         |                         |

### Patinação artística sobre rodas

#### Modalidadeinline
| Evento/Temporada                                                    | 2020           | 2021           | 2022           | 2023           |
| Internacionais                                                      | Internacionais | Internacionais | Internacionais | Internacionais |
| ------------------------------------------------------------------- | -------------- | -------------- | -------------- | -------------- |
| Mundial                                                             | C              | J              |                | J              |
| Sul-Americano                                                       |                |                | WD             | J              |
| Nacionais                                                           |                |                |                |                |
| Campeonato Brasileiro                                               | E              | J              | J              | J              |
| TBD = A definir; WD = Abandonou; C = Cancelado;E=Espoire ;J= Júnior |                |                |                |                |

#### Modalidade livre
| Evento/Temporada                                       | 2018           | 2019  |
| Internacionais                                         | Internacionais |       |
| ------------------------------------------------------ | -------------- | ----- |
| Sul-Americano                                          |                | 13ª M |
| Nacionais                                              |                |       |
| Campeonato Brasileiro                                  |                | 2ª M  |
| Torneio Nacional                                       | 9ª M           |       |
| TBD = A definir; WD = Abandonou; C = Cancelado; M=Mini |                |       |

## Resultados detalhados

### Patinação artística no gelo
Recorde pessoal em evento internacional promovido pela ISU (Personal Best - PB) em negrito
| Data                               | Evento | SP                | FS                | Total             |
| Temporada 2024-25                  | Temporada 2024-25                                                                                          | Temporada 2024-25 | Temporada 2024-25 | Temporada 2024-25 |
| ---------------------------------- | --- | ----------------- | ----------------- | ----------------- |
| 19-21 de julho de 2024             | Campeonato Brasileiro de Patinação Artística de 2024/ II Open Sul-Americano de Patinação Artística no Gelo | 1 26,07           | 1 50,83           | 1 76,90           |
| Temporada 2023-24                  | |                   |                   |                   |
| 30 de agosto-2 de setembro de 2023 | Junior Grand Prix Cup of Austria 2023                                                                      | 31 27,76          | 31 48,62          | 31 76,38          |
| 20-23 de julho de 2023             | Campeonato Brasileiro de Patinação Artística de 2023/ I Open Sul-Americano de Patinação Artística no Gelo  | 1 25,16           | 1 63,74           | 1 88,90           |
| Temporada 2022-23                  | |                   |                   |                   |
| 11-15 de outubro de 2022           | Junior Grand Prix Egna Neukmart 2022                                                                       | 41 23,55          | 36 60,07          | 39 83,62          |
| 7-10 de setembro de 2022           | Junior Grand Prix Riga Cup 2022                                                                            | 33 26,04          | 33 53,41          | 33 79,45          |
| 22-24 de julho de 2022             | Campeonato Brasileiro de Patinação Artística de 2022/ I Open América Latina de Patinação Artística no Gelo | 1 29,99           | 1 53,71           | 1 83,70           |
| Temporada 2021-2022                | |                   |                   |                   |
| 17-19 de dezembro de 2021          | Campeonato Brasileiro de Patinação Artística no Gelo 2021                                                  | 1 30,73           | 2 47,26           | 1 77,99           |
| Temporada 2019-2020                | |                   |                   |                   |
| 11-13 de outubro de 2019           | Campeonato Brasileiro de Patinação Artística no Gelo 2019                                                  | 1 19,33           | 1 31,37           | 1 50,70           |

### Patinação artística em rodas

#### Modalidadeinline
| Data                                | Evento                                             | SP             | FS             | Total          |
| Temporada 2023                      | Temporada 2023                                     | Temporada 2023 | Temporada 2023 | Temporada 2023 |
| ----------------------------------- | -------------------------------------------------- | -------------- | -------------- | -------------- |
| 19-30 de setembro de 2023           | Campeonato Mundial de Patinação Artística 2023     | 2 37,12        | 1 69,54        | 1 106,66       |
| 1-14 de abril de 2023               | Jogos Sul-Americanos de Patinação sobre Rodas 2023 | 1 46,97        | 1 73,03        | 1 120,00       |
| 23 de fevereiro-6 de março de 2023  | Campeonato Brasileiro de Patinação Artística 2023  | 1 29,04        | 1 57,94        | 1 86,98        |
| Temporada 2022                      |                                                    |                |                |                |
| 20-31 de março de 2022              | Campeonato Brasileiro de Patinação Artística 2022  | 1 39,68        | 1 60,54        | 1 100,22       |
| Temporada 2021                      |                                                    |                |                |                |
| 29 de setembro-9 de outubro de 2021 | Campeonato Mundial de Patinação Artística 2021     | 1 42,78        | 2 60,21        | 2 102,99       |
| 6-15 de agosto de 2021              | Campeonato Brasileiro de Patinação Artística 2021  | 1 34,55        | 1 58,38        | 1 92,93        |
| Temporada 2020                      |                                                    |                |                |                |
| 3-13 de junho de 2021               | Campeonato Brasileiro de Patinação Artística 2020  | 1 36,94        | -              | 1 36,94        |